# Ogata Taketora

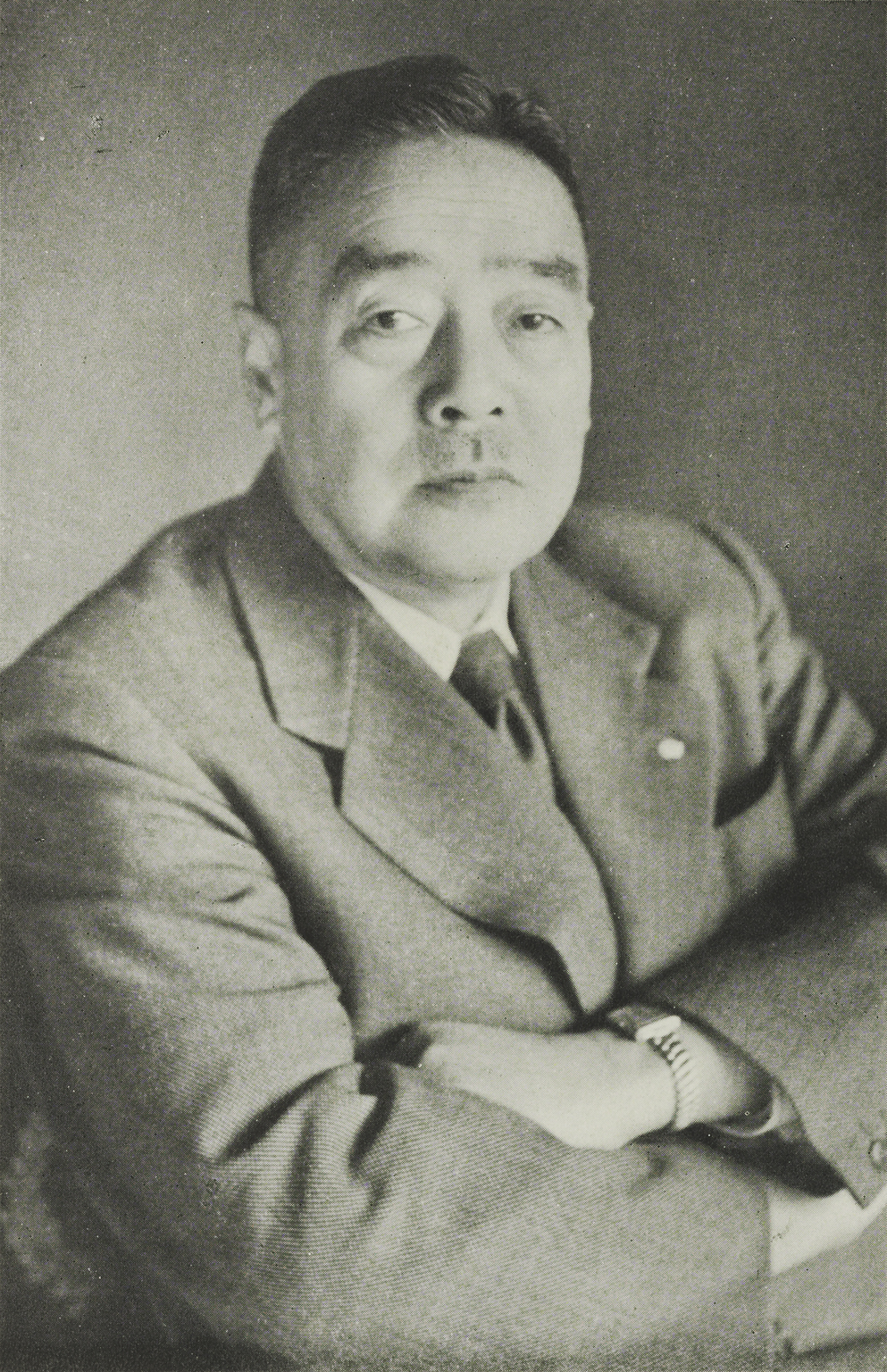
Ogata Taketora

Ogata Taketora (japanisch 緒方 竹虎; geboren 30. Januar 1888 in Yamagata; gestorben 28. Januar 1956) war ein japanischer Journalist und Politiker der Shōwa-Zeit.

## Leben und Wirken
Ogata Taketora machte seinen Abschluss an der Waseda-Universität. 1911 begann er seine Arbeit bei der Zeitung „Tōkyō Asahi Shimbun“ (東京朝日新聞). 1925 wurde er Mitherausgeber, 1934 Herausgeber der Zeitung.
Als Liberaler erlitt er ab den 30er Jahren die Attacken des wachsenden Militarismus in Japan, darunter den Angriff, den Soldaten während des Putschversuchs vom 26. Februar auf sein Büro ausübten. Während des Pazifikkriegs war er Staatsminister und Leiter des Informationsbüros im Kabinett Koiso. Ogata machte einen Versuch, unterstützt von Premierminister Koiso, mit der Chiang Kai-shek-Regierung in Chongqing einen Separatfrieden auszuhandeln. Die meisten Minister, auch der Kaiser, waren dagegen. Das führte zum Rücktritt des Kabinetts.
Unmittelbar nach Ende des Krieges spielte Koiso eine wichtige Rolle als Staatsminister und Chefkabinettssekretär im Kabinett Higashikuni, als es darum ging, die störungsfreie Anlandung der Amerikaner in Tōkyō sicherzustellen.
Als nach dem Krieg seine Verbannung aus dem öffentlichen Leben zu Ende war, wurde er 1952 in das Unterhaus des Reichstags gewählt und war von 1952 bis 1954 Stellvertretender Premierminister. 1954 wurde er Präsident der Liberalen Partei (自由党) und ab 1955 einer der vier Vizepräsidenten der neu gegründeten Liberaldemokratischen Partei. (自民党).
1954 wurde Ogata von Hatoyama bei der Wahl zum Premier geschlagen. Sein früher Tod verhinderte eine weitere Karriere.